# Bräuningzinken
Der Bräuningzinken ist ein 1899 m ü. A. hoher Gipfel im Ausseerland in der Steiermark. Er bildet die höchste Erhebung des Augstkamms im Toten Gebirge und liegt nordöstlich des markanten Loser-Gipfelstockes. Gegen Nordwesten ist der aus Tressensteinkalk des Oberjura aufgebaute Berg vom Steilabbruch zur Gschwandalm und zum Rettenbachtal hin geprägt. Im Osten überragt die mit Latschen bewachsene Gipfelflanke die Bräuningalm (1607 m). Nordöstlich des Gipfels setzt sich ein rauer Kamm, in dem die Bräuningscharte einen tiefen Einschnitt bildet, bis zur Bräuningnase fort.

## Erschließung
Seit Oktober 2024 führt eine Seilbahn von der Talstation Ramsau bis zum Restaurant Loser-Alm auf 1600 m. Von dort können mehrere Touren unternommen werden. Auf 1643 m, in unmittelbarer Nähe des Restaurants, befindet sich der Augstsee.
Die 9 km lange und 1972 eröffnete und mautpflichtige Loser-Panoramastraße, welche bis zur Loser-Alm führt, ist seit Oktober 2024 nurmehr außerhalb der Betriebszeiten der Seilbahn geöffnet.

## Zustieg
- Vom Loser-Bergrestaurant führt der markierte Weg Nr. 201 am Augstsee vorbei Richtung Appelhaus. Von diesem Weg zweigt der Wanderweg Nr. 257 links ab und führt über die Bräuningalm zum Gschwandsattel (1730 m) und weiter zum Gipfel auf 1899 m.[1] Gehzeit rund zwei Stunden.

- Am Gipfel des Bräuningzinkens liegt beim Gipfelkreuz ein Gipfelbuch auf.

## Fotos

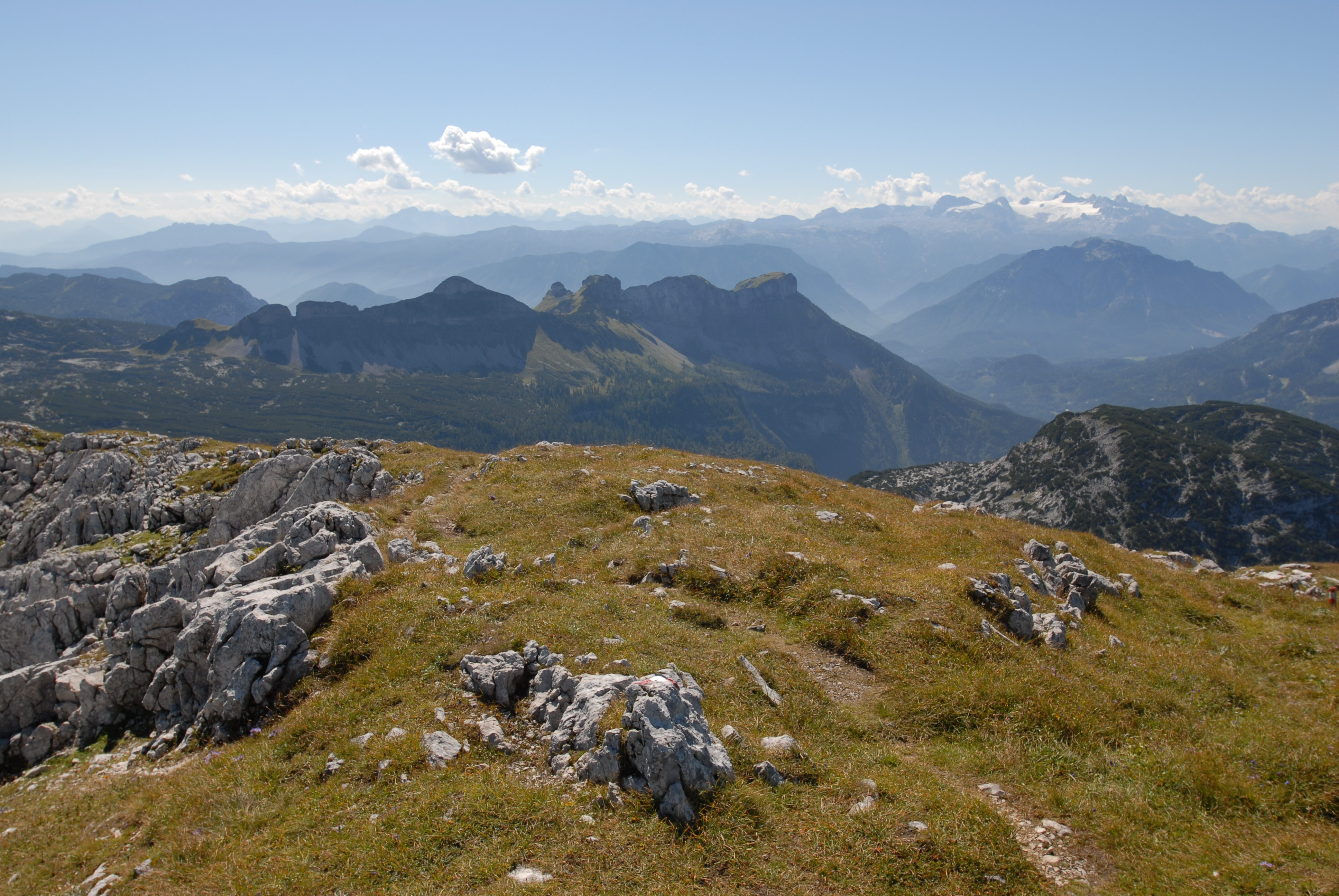
Blick vom Schönberg auf den Augstkamm (Bräuningscharte [links] – Bräuningzinken – Atterkogel – Greimuth – Hochanger – Loser [rechts]), Dachstein im Hintergrund rechts
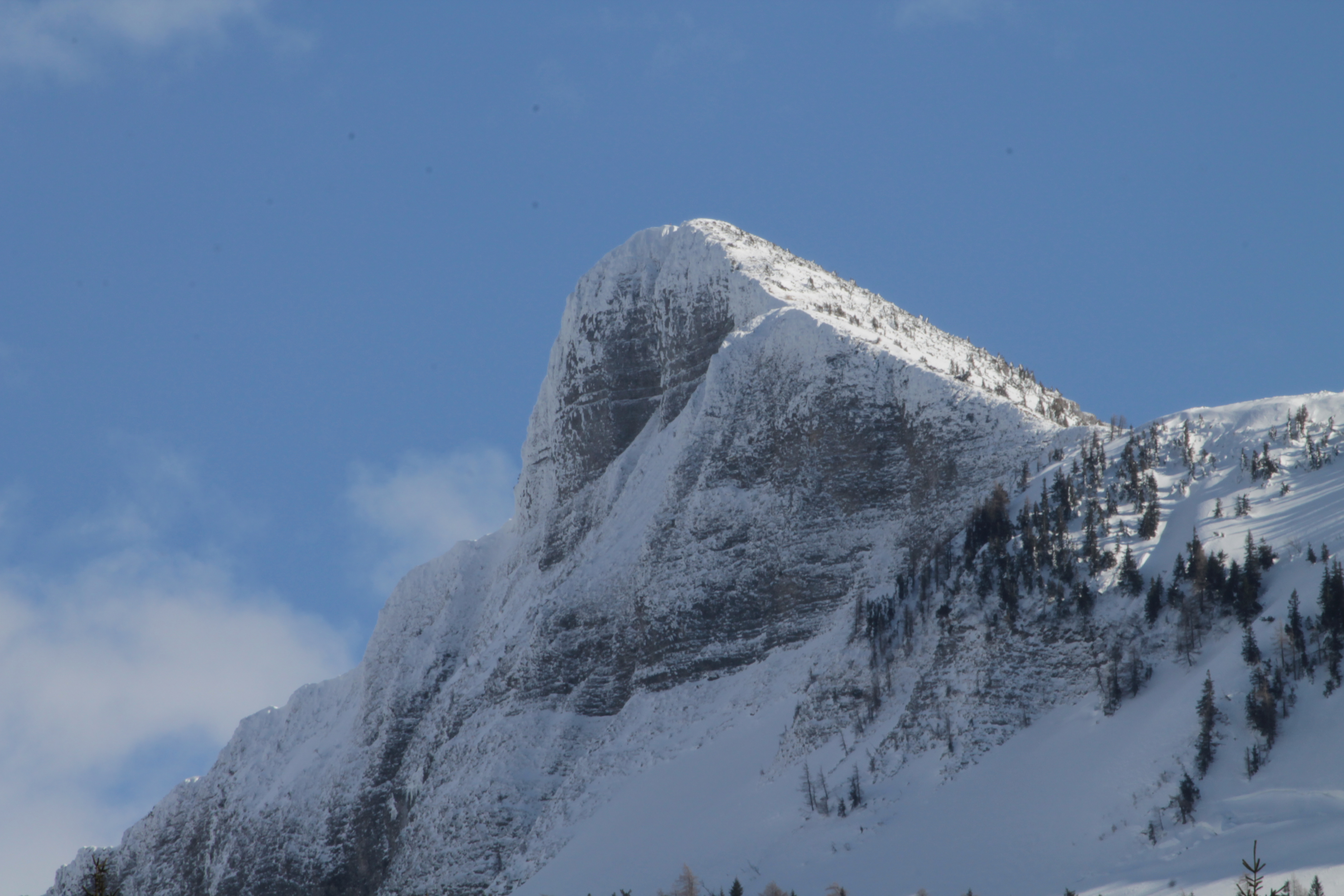
Blick von der Blaa-Alm auf den Bräuningzinken